# Rivière Trout (rivière Châteauguay)
Pour l’article homonyme, voir Rivière Trout.
La rivière Trout est un affluent de la rivière Châteauguay, coulant dans :
- Parc Adirondack, dans le comté de Franklin, dans l'État de New York, aux États-Unis ;
- Godmanchester et Elgin, dans la municipalité régionale de comté (MRC) du Haut-Saint-Laurent, dans la région administrative de la Montérégie, au Sud-Ouest de la province de Québec (Canada).

Cette vallée est surtout desservie au Québec par la route 138 qui passe du côté ouest de la rivière (à partir de la frontière), puis du côté nord-ouest en allant vers l'embouchure. Dans l'état de New York, la route de proximité est le Constable Street et le State Highway 30.
La surface de la rivière est généralement gelée de la mi-décembre à la fin mars. La circulation sécuritaire sur la glace se fait généralement de fin décembre à début mars. Le niveau de l'eau de la rivière varie selon les saisons et les précipitations.

## Géographie
Elle prend sa source de divers cours d'eau dont la Petite rivière Trout dans les monts Adirondacks situés dans l'État de New York (États-Unis).
La rivière Trout, appelée également Trout River en anglais ou communément appelée rivière à la Truite est un cours d'eau non navigable de 427,35 km2 dont le bassin de drainage passe entre par Elgin et Godmanchester au Québec en front de lots concédés par la Couronne avant le 1er juin 1884.
La rivière Trout comprend deux barrages : le barrage St-Onge situé au sein du hameau de Trout River près de la frontière américaine et le barrage Hooker situé entre le hameau de Kensington dans Godmanchester et le chemin de la deuxième concession à Elgin. Un peu au sud de la municipalité de Huntingdon, les eaux de la rivière Trout se déversent dans la rivière Châteauguay. C'est sur la rive de cet endroit, en bordure de la route 138, que la municipalité de Huntingdon a installé une halte routière.
À partir de sa source dans le parc Adirondack, la rivière Trout coule sur environ 53 km, avec une dénivellation de 388 m, selon les segments suivants :
Cours de la rivière Trout du côté américain
- 4,8 km vers le nord jusqu'à la Moody Road, puis vers le nord-ouest, jusqu'à la limite nord du parc Adirondack ;
- 7,2 km vers le nord-ouest en formant une grande courbe vers le nord-est, en coupant le Brainardsville Road et la Donohue Road, puis bifurque vers l'ouest en coupant la Burke City Road, jusqu'à l'autoroute 11 ;
- 8,6 km vers le nord-ouest jusque près de Constable Street, où  le cours de la rivière se dirige vers le nord en coupant le Town Line Road, puis bifurque vers l'ouest en fin de segment, jusqu'au pont de Constable Street ;
- 6,1 km vers le nord-Ouest, d'abord en coupant le County Highway 22, en formant quelques boucles, puis en courbant vers le nord-est pour couper le State Highway 30, jusqu'à la décharge de la Petite rivière Trout (venant du sud-est) ;
- 7,8 km vers le nord en formant un grand S et en passant du côté ouest de Trout River State Forest, ainsi qu'en longeant plus ou moins le State Highway 30 et en coupant le Stebbin Road et en courbant vers l'ouest en fin de segment, jusqu'à la frontière canado-américaine ;

Cours de la rivière Trout du côté canadien (segment de 23,1 km avec une dénivellation de 22 m)
- 7,3 km vers le nord en formant un grand S en zone agricole et en formant une boucle vers l'est en fin de segment et une autre vers l'ouest, jusqu'au fond d'une boucle, face à un petit hameau (près de la rencontre de la route 138 et de la Montée Leblanc ;
- 4,2 km vers le nord-est, relativement en ligne droite en formant un crochet vers le nord en fin de segment, jusqu'au fond d'une boucle laquelle reçoit le ruisseau Beaver (venant du nord-ouest) ;
- 11,6 km vers le nord-est en serpentant en deux zones, en passant du côté nord du hameau Kelvingrove, en recueillant le ruisseau Pringle (venant de l'ouest), jusqu'à sa confluence[3].

La rivière Trout se déverse sur la rive ouest de la rivière Châteauguay, à 1,6 km au sud du centre du village de Hemmingford. De là, le courant descend le cours de la rivière Châteauguay sur 60,3 km jusqu'à la rive sud du lac Saint-Louis, à Châteauguay, au sud-ouest de Montréal.

## Toponymie
Dans le comté de Franklin (NY, É.U.A.), ce cours d'eau est désigné Trout River.
La Commission de toponymie du Québec a officialisé l'appellation de cette rivière, le 22 septembre 1976,.